# Mormonia consors
Mormonia consors là một loài bướm đêm trong họ Noctuidae.